# 포효 보이 WAO!/친구는 친구야!
포효 보이 WAO!/친구는 친구야!(雄叫びボーイ WAO!/友達は友達なんだ!)는 2010년 3월 3일 발매된 Berryz코보의 22번째 싱글이다.

## 트랙리스트
1. 포효 보이 WAO! (雄叫びボーイ WAO!)
2. 친구는 친구야! (友達は友達なんだ!)
3. 포효 보이 WAO! (雄叫びボーイ WAO!) (Instrumental)
4. 친구는 친구야! (友達は友達なんだ!) (Instrumental)